# Jean Budé
Pour les articles homonymes, voir Budé (homonymie).
Jean Budé, né en 1425 à Paris et mort le 28 février 1500 ou 1501 dans la même ville, est un lettré et un bibliophile, possesseur d'une riche bibliothèque, conseiller du roi Louis XI,.

## Biographie
Il est, probablement, le père de l'humaniste Guillaume Budé, et de Louis Budé, chanoine du chapitre cathédrale de Troyes et archidiacre d'Arcis-sur-Aube.
En 1464, il épouse Catherine Picard. En 1487, Jean Budé est conseiller du Roy et Audiencier de France.

« C'était un savant et un érudit, possédant l'une des plus belles collections de manuscrits, à une époque où l'on ne collectionnait guère et ayant la réputation d'être un très grand acheteur de livres, librorum emacissimus ».

— La Bibliothèque nationale a recueilli un certain nombre de ces manuscrits, qui sont venus après diverses vicissitudes prendre place sur ses rayons. On les reconnaît aux notes mises par Jean Budé lui-même, à des chiffres, à son écusson peint sur plusieurs frontispices : d'argent au chevron de gueules chargé d'un, fer à cheval d'or et accompagné de trois grappes de raisin d'azur, à queue de sinople, sur le manuscrit no 7295 du fonds français, on lit : Ce livre est à Jean Budé, conseiller du roy et audiencier de France. Fait le XXVIIe jour de novembre MCCCCIIIIXXVI.